# Sylvain Chauveau
Sylvain Chauveau (* 1971 in Bayonne, Frankreich) ist ein französischer Komponist und Musiker.

## Biografie
Seit 1998 ist Sylvain Chauveau als Musiker tätig. Neben mehreren Soloalben spielt er auch bei den Bands Arca, 0 und On mit. Seitdem er 2003 mit dem von Thomas De Thier inszenierten Des plumes dans la tête als Filmkomponist für Langspielfilme debütierte, komponierte er in letzter Zeit unter anderem für Filme wie Alting bliver godt igen und Beast die Musik. Beide Filme wurden von dem dänischen Regisseur Christoffer Boe inszeniert. Für ersten wurde er bei der Verleihung des dänischen Filmpreises Robert für die Beste Filmmusik nominiert.
Chauveau lebt und arbeitet in Brüssel.

## Diskografie
- 2000: Le Livre noir du capitalisme
- 2001: Nocturne impalpable
- 2003: Un autre décembre
- 2004: Des plumes dans la tête
- 2005: Down to the Bone - An Acoustic Tribute to Depeche Mode
- 2007: S.
- 2007: Nuage
- 2009: Touching Down Lightly
- 2010: Singular Forms (Sometimes Repeated)
- 2012: Abstractions
- 2012: Simple
- 2013: Kogetsudai
- 2015: How To Live In Small Spaces
- 2017: Post-Eveything
- 2019: Pianisme
- 2020: Life Without Machines
- 2022: L'Effet rebond
- 2024: Ultra-Minimal

## Filmografie (Auswahl)
- 2003: Des plumes dans la tête
- 2007: Nuage
- 2010: Alting bliver godt igen
- 2010: Notre étrangère
- 2011: Beast
- 2011: Je suis une ville
- 2015: Interruption